# غيرت فريدريكسون

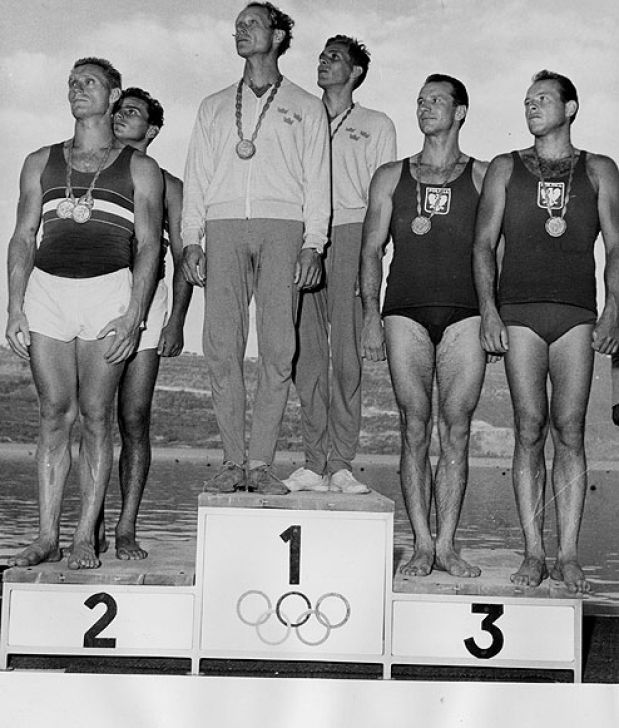
غيرت فريدريكسون (في المركز الأول من الأمام).

غيرت فريدريكسون (Gert Fredriksson) هو لاعب أولمبي لرياضة كانو-كاياك من السويد. شارك في الأولمبياد الصيفي في 1948–1960، وفاز بما مجموعه 8 ميداليات.

## الميداليات
| ذهب | فضة | برونز | المجموع |
| 6   | 1   | 1     | 8       |

## روابط خارجية
- غيرت فريدريكسون على موقع اللجنة الأولمبية الدولية (الإنجليزية)
- غيرت فريدريكسون على موقع أوليمبيديا (الإنجليزية)
- غيرت فريدريكسون على موقع اللجنة الأولمبية السويدية (السويدية)